# Європейський (готель, Херсон)
Готе́ль «Європе́йський» — найбільший у першій половині ХХ століття готель у Херсоні. Збудований у 1915 році на розі вулиць Катериненської (нині вулиця Соборна) та Ришельєвської.

## Архітектура

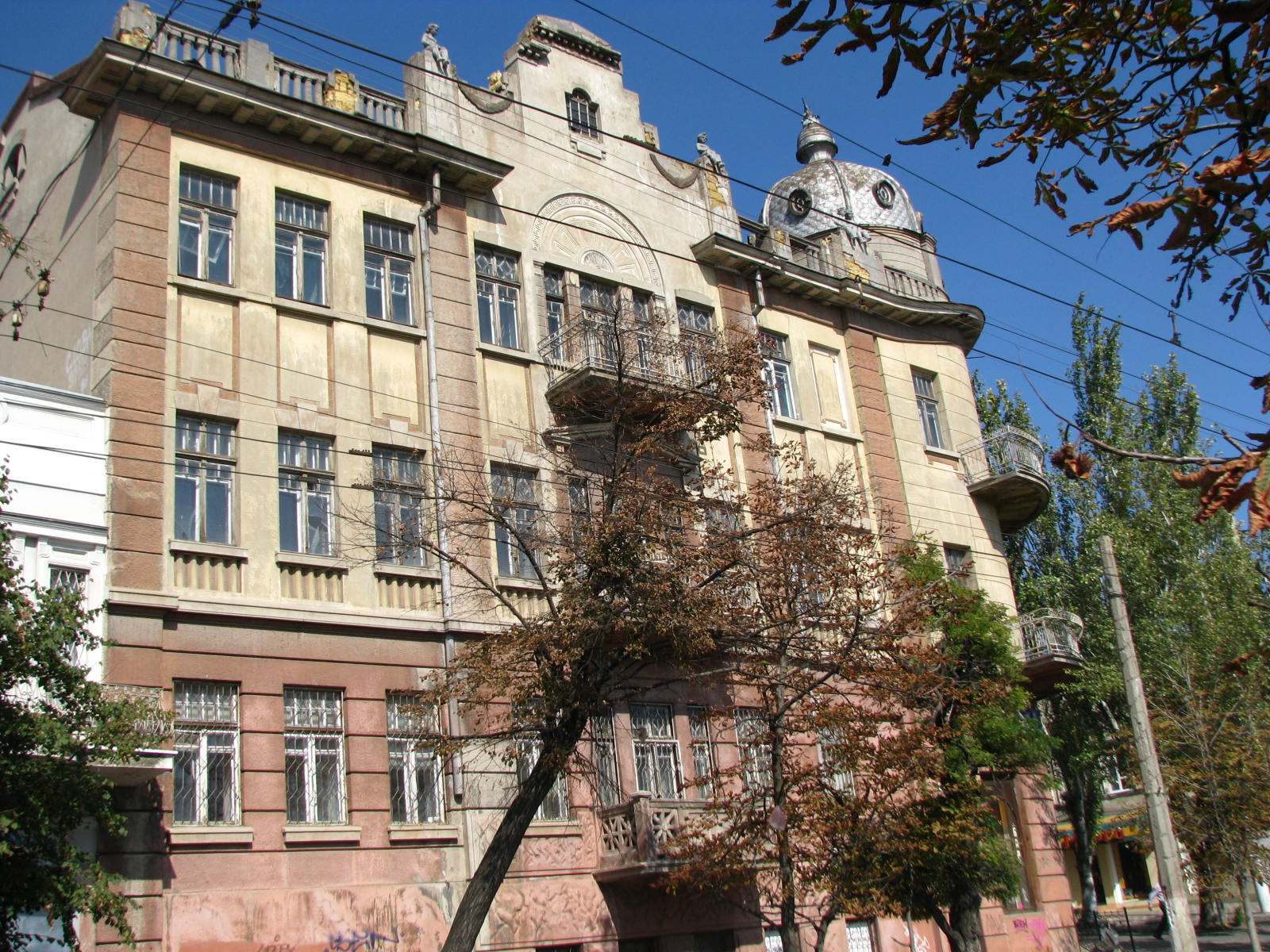
Фасад будівлі з вул. Соборної

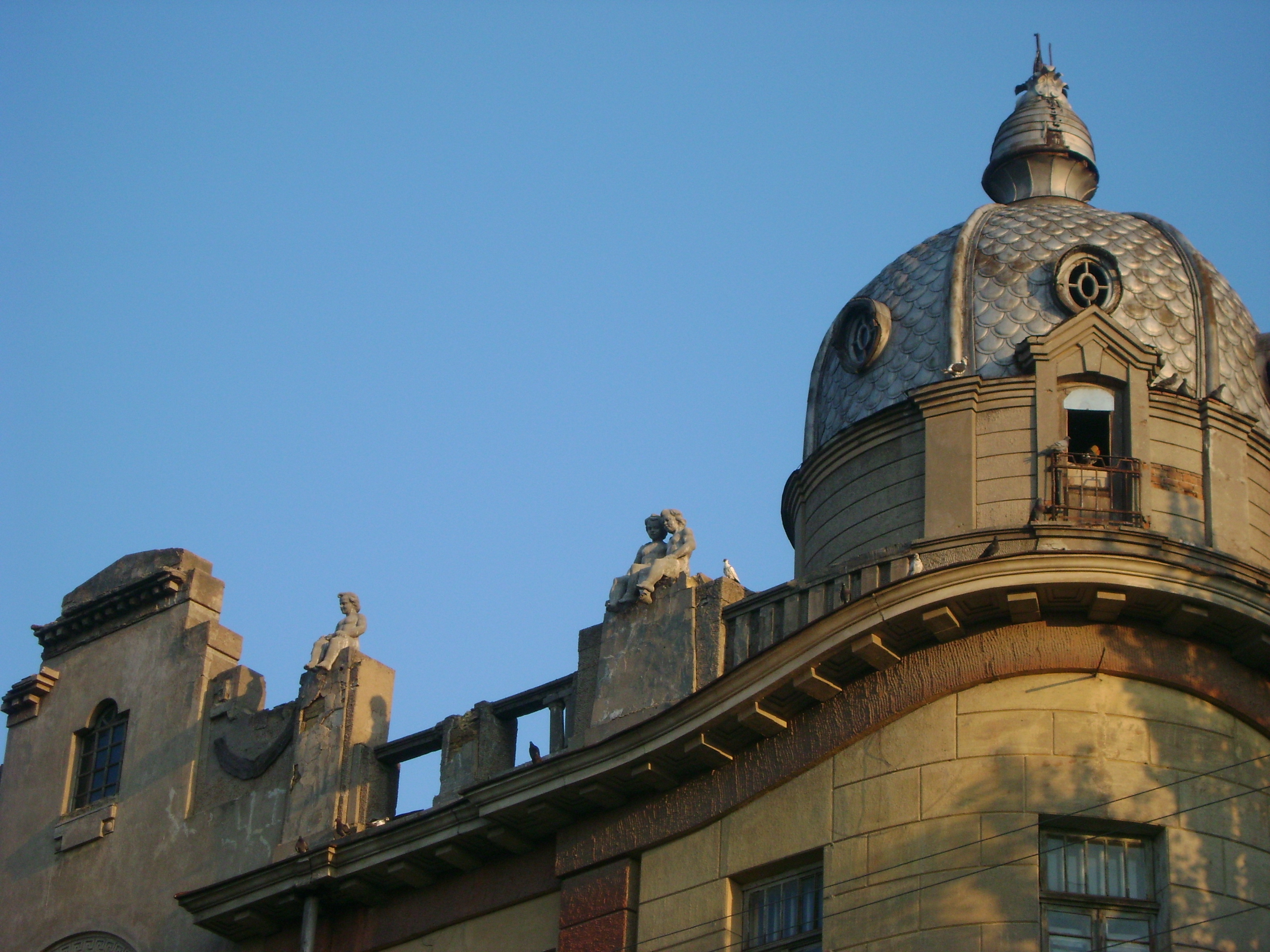
Купол будівлі та амури

Проєкт будівлі в стилі романтичного модерну належить херсонському архітектору Давиду Бунцельману. Це одна з найрозкішніших будівель міста з величними та плавними лініями, яка повертає з однієї вулиці на іншу. Головний фасад будівлі виходить на перехрестя й урочисто завершується куполом, по обидва боки якого грайливо причаїлись амури. Широкі лоджії на другому та третьому поверсі над головним входом додають масивності будівлі. Протягом 50 років готель «Європейський» знаходився поза конкуренцією за своїми розмірами та рівнем комфорту проживання.

## Історія
Під час Першої світової війни в готелі «Європейський» розташовувались евакуйовані представники румунської влади: 13 серпня 1917 року до Херсона прибув склад суду і канцелярія на чолі з міністром-сенатором Жатаржи, сюди ж приїхав віцепрезидент Румунії Кочіас.
Під час окупації міста фашистами в середині вересня 1941 року Херсонський партизанський загін на чолі з Є. Є. Гірек здійснив напад на ресторан готелю (пізніше — ресторан «Херсон»): зняв охорону, партизани знищили гранатами 15 ворожих офіцерів. Про цей епізод партизанської боротьби за часів німецько-радянської війни нагадує меморіальна дошка.

## Ресторан «Європейський»
Назва готелю асоціювалась з однойменним ресторанчиком, який знаходився на початку XX століття в районі провулка Портовий — поряд із тим місцем, де наразі розташований готель «Затеряный Мир». Сюди часто приходили клієнти готелю «Європейський» та просто заможні херсонські гурмани.
Ресторанчик мав непогану кухню, високоякісним було й обслуговування, але у херсонських кавалерів він мав шалений успіх не через це. Річ у тому, що утримувач ресторану заохочував одну хитрість. Молодій парі (це було раніше домовлено кавалером із метрдотелем) офіціант надавав дві різних карти (меню): молодий чоловік отримував карту з реальними цінами на страви та напої (він же мав і розплачуватись), а його чарівна супутниця — з завищеними у 2 — 3 рази. Тому, вислуховуючи його замовлення офіціанту, вона була в захваті від щедрості свого кавалера.